# Bộ Nội vụ Việt Nam Cộng hòa
Bộ Nội vụ Việt Nam Cộng hòa (tiếng Anh: Ministry of the Interior of the Republic of Vietnam) còn gọi là Bộ Nội chính, là cơ quan cao nhất chịu trách nhiệm về công việc nội chính của chính phủ Việt Nam Cộng hòa. Phần lớn thời gian từ khi thành lập năm 1949 cho đến khi bị giải thể do Sài Gòn thất thủ ngày 30 tháng 4 năm 1975, trụ sở Bộ Nội vụ đặt tại số 164 Đại lộ Tự Do, Quận 1, Sài Gòn.

## Lịch sử
Tiền thân là Bộ Nội vụ Quốc gia Việt Nam, được thành lập năm 1949. Sau cuộc trưng cầu dân ý năm 1955, chính thể Việt Nam Cộng hòa hình thành, Bộ Nội vụ Quốc gia Việt Nam được tổ chức lại thành Bộ Nội vụ Việt Nam Cộng hòa cho đến khi giải thể vào ngày 30 tháng 4 năm 1975.

## Danh sách Bộ trưởng Bộ Nội vụ
Sau đây là danh sách Bộ trưởng Bộ Nội vụ Việt Nam Cộng hòa từ năm 1949 cho đến khi Sài Gòn thất thủ năm 1975:

### Tổng trưởng Bộ Nội vụ Quốc gia Việt Nam (1949–1955)
| Số | Họ tên           | Nhiệm kỳ                                   | Ghi chú                                        |
| -- | ---------------- | ------------------------------------------ | ---------------------------------------------- |
| 1  | Nguyễn Văn Xuân  | 1 tháng 7 năm 1949 – 21 tháng 1 năm 1950   | Kiêm chức Phó Thủ tướng                        |
| 2  | Nguyễn Phan Long | 21 tháng 1 năm 1950 – 27 tháng 4 năm 1950  | Kiêm chức Thủ tướng                            |
| 3  | Đinh Xuân Quảng  | 7 tháng 5 năm 1950 – 6 tháng 2 năm 1951    |                                                |
| 4  | Trần Văn Hữu     | 8 tháng 2 năm 1951 – 4 tháng 3 năm 1952    | Kiêm chức Thủ tướng                            |
| 5  | Nguyễn Văn Tâm   | 7 tháng 3 năm 1952 – 17 tháng 12 năm 1953  | Kiêm chức Thủ tướng từ ngày 6 tháng 6 năm 1952 |
| 6  | Bửu Lộc          | 16 tháng 1 năm 1954 – 16 tháng 6 năm 1954  | Kiêm chức Thủ tướng                            |
| 7  | Ngô Đình Diệm    | 6 tháng 7 năm 1954 – 24 tháng 9 năm 1954   | Kiêm chức Thủ tướng                            |
| 8  | Bùi Văn Thinh    | 24 tháng 9 năm 1954 – 26 tháng 10 năm 1955 |                                                |

### Bộ trưởng Bộ Nội vụ Việt Nam Cộng hòa (1955–1975)
Ngày 26 tháng 10 năm 1955, Việt Nam Cộng hòa được thành lập, chức vụ "Tổng trưởng" đổi thành "Bộ trưởng".:185
| Số | Họ tên           | Nhiệm kỳ                                   | Ghi chú |
| -- | ---------------- | ------------------------------------------ | --- |
| 1  | Bùi Văn Thinh    | 26 tháng 10 năm 1955 – 25 tháng 3 năm 1956 | |
| 2  | Nguyễn Hữu Châu  | 12 tháng 4 năm 1956 – 25 tháng 2 năm 1958  | |
| 3  | Lâm Lễ Trinh     | 25 tháng 2 năm 1958 – 18 tháng 10 năm 1960 | |
| 4  | Bùi Văn Lượng    | 18 tháng 10 năm 1960 – 2 tháng 11 năm 1963 | Còn gọi là Bùi Văn Lương |
| 5  | Tôn Thất Đính    | 4 tháng 11 năm 1963 – 30 tháng 1 năm 1964  | |
| 6  | Hà Thúc Ký       | 8 tháng 2 năm 1964 – 4 tháng 4 năm 1964    | |
| 7  | Lâm Văn Phát     | 7 tháng 4 năm 1964 – 4 tháng 9 năm 1964    | |
| 8  | Nguyễn Lưu Viên  | 4 tháng 9 năm 1964 – 14 tháng 2 năm 1965   | Kiêm chức Phó Thủ tướng từ ngày 4 tháng 11 năm 1964                                                                                          |
| 9  | Nguyễn Hòa Hiệp  | 16 tháng 2 năm 1965 – 25 tháng 5 năm 1965  | Còn gọi là Nguyễn Văn Hiệp |
| 10 | Trần Văn Thoàn   | 25 tháng 5 năm 1965 – 20 tháng 6 năm 1965  | |
| 11 | Trần Minh Tiết   | 21 tháng 6 năm 1965 – 30 tháng 6 năm 1966  | |
| 12 | Linh Quang Viên  | 13 tháng 7 năm 1966 – 24 tháng 5 năm 1968  | |
| 13 | Trần Thiện Khiêm | 27 tháng 5 năm 1968 – 29 tháng 6 năm 1973  | Từ 12 tháng 3 đến 22 tháng 8 năm 1969, kiêm chức Phó Thủ tướng Từ ngày 23 tháng 8 năm 1969 đến ngày 29 tháng 6 năm 1973, kiêm chức Thủ tướng |
| 14 | Lê Công Chất     | 12 tháng 7 năm 1973 – 14 tháng 4 năm 1975  | |
| 15 | Bửu Viên         | 14 tháng 4 năm 1975 – 30 tháng 4 năm 1975  | Cuối cùng |